# Pangènere
Pangènere és un gènere no-binari definit com ser de més d'un gènere. Una persona pangènere es pot considerar membre de tots els gèneres (el prefix pan és grec i significa "tot"). El pangènere és un tipus de tercer gènere, com el bigènere, el trigènere o el genderqueer. Els individus pangènere poden utilitzar pronoms neutres (elle/elli) o pronoms amb gènere (com ell/ella).

## Problemes contemporanis
Un problema d'actualitat per als individus de gèneres no binaris és quin lavabo utilitzar en els llocs públics; si aquell que encaixa amb les expectatives de la societat (degudes a la roba o a l'aparença física) o bé aquell que encaixa amb els seus sentiments interiors de pertinença.